# 白上謙一
白上 謙一（しらかみ けんいち、1913年10月23日 - 1974年9月5日）は、日本の生物学者。

## 人物・来歴
東京府（杉並区）出身。父は白上佑吉。東京帝国大学理學部動物學科卒、同大学院、山梨医学専門学校、山梨県立高校教諭、山梨大学学芸学部助教授、教授、京都大学理学部教授を務め、60歳で在職中に死去した。動物発生学。

## 著書
- 『生物学と方法 発生細胞学とはなにか』河出書房新社, 1972
- 『現代の青春におくる挑発的読書論』昭和出版, 1976「ほんの話 青春に贈る挑発的読書論』現代教養文庫) 社会思想社, 1980.4

### 翻訳
- C.H.ウォディントン『生命の本質』碓井益雄共訳. 岩波書店, 1964
- G.G.シンプソン『動物分類学の基礎』岩波書店, 1974